# King Charles (musicien)
Pour les articles homonymes, voir King Charles.
King Charles (Charles Costa de son vrai nom) est un chanteur britannique, né dans l'ouest de Londres.
Sa musique mêle pop, folk et glam rock.

## Histoire
Charles Costa reçoit une formation musicale classique à l'école, où il apprend le violoncelle et pratique le chant dans une chorale. Puis son admiration pour Bob Dylan[réf. nécessaire] l'amène vers une musique plus folk et rock.
Après un an d'études de sociologie sans obtenir de diplôme, il retourne à Londres en 2007 pour se consacrer à la musique et adopte le pseudonyme King Charles.
En 2009, il gagne le grand prix de l'International Songwriting Competition (en) : le jury félicite à l'unanimité le titre "Love Lust" dans la catégorie Rock pour son originalité, ses arrangements ambitieux, sa mélodie accrocheuse et ses paroles poétiques,.
Après avoir signé un contrat avec Universal Republic par l'intermédiaire de son label indépendant Mi7 Records, King Charles enregistre son premier album "Loveblood".

## Groupe de musique
Il crée son groupe de musique à Londres en 2007. Ils partent en tournée aux côtés d'artistes tels que Laura Marling, Noah and the Whale ou Mumford & Sons dont il assura la première partie de leur tournée aux États-Unis.
Le premier album "Love Blood" est sorti le 7 mai 2012. Son deuxième album, "Gamble For A Rose", est sorti le 22 janvier 2016.

## Notoriété
- A signé dernièrement chez Barclay Records[3]
- Passages fréquents de son single Mississippi Isabel à la radio Le Mouv' en novembre-décembre 2011[4].
- Passage à l'émission Taratata du 9/11/11 en duo avec Charlie Winston[5].
- Nouveau passage à Taratata le 21/04/12, pour faire la promotion de son album "Love Blood", où il a joué "Mississipi Isabel" ainsi que "We Didn't Start The Fire".

## Discographie

### Albums
- Love Blood (2012)
- Gamble For A Rose (2016)

### Singles
- Bam Bam (2011)
- Love Blood (2011)
- Lady Percy (2012)